# 秋鹿町站
秋鹿町站（日语：／ Aikamachi eki */?）是一個位於島根縣松江市秋鹿町，屬於一畑電車北松江線的鐵路車站。站名讀法為，但地名的讀法為。
2010年上映的日本電影《一眼瞬間，再見愛》（瞬 またたき），曾在秋鹿町車站取景。

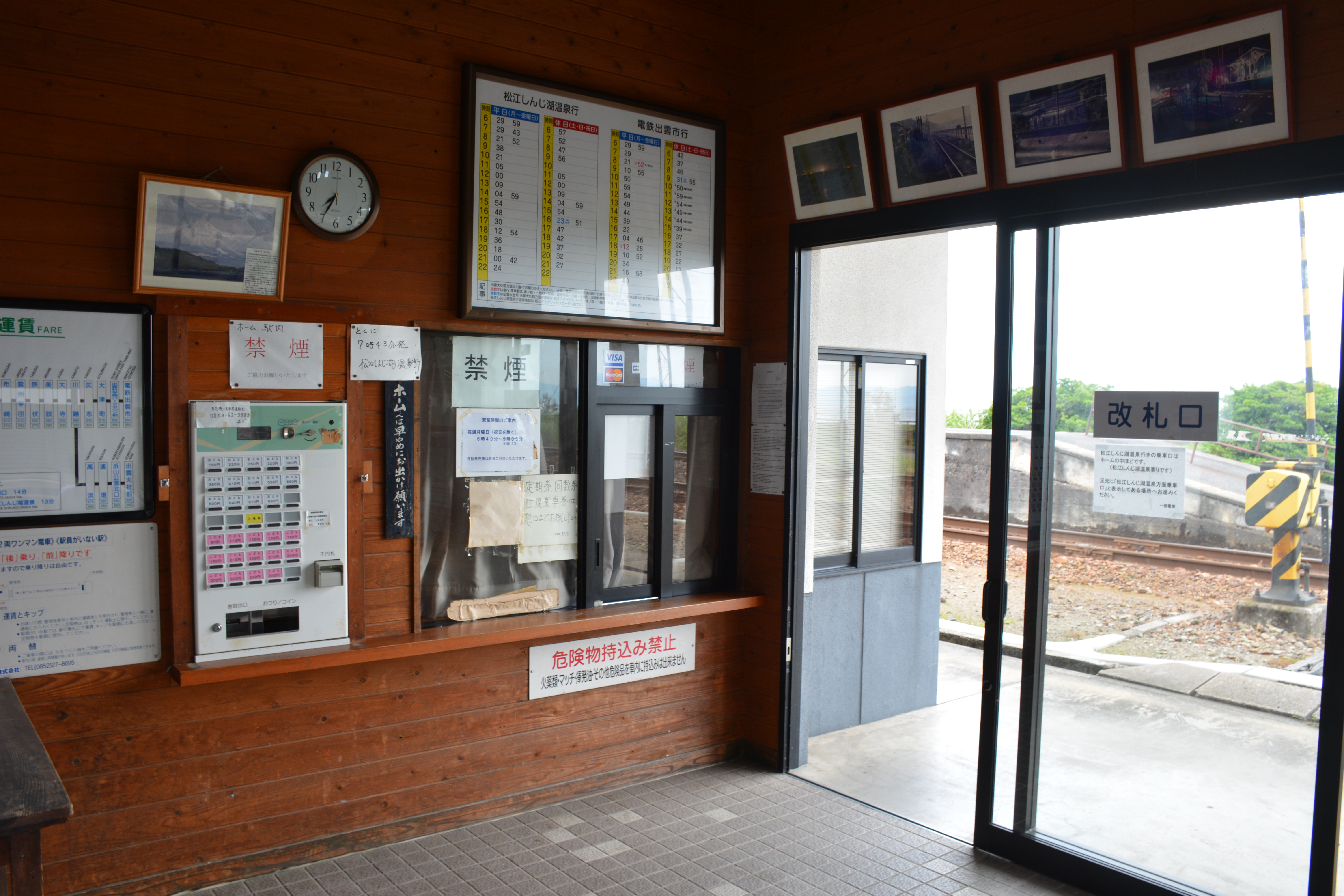
車站內部(2014年9月

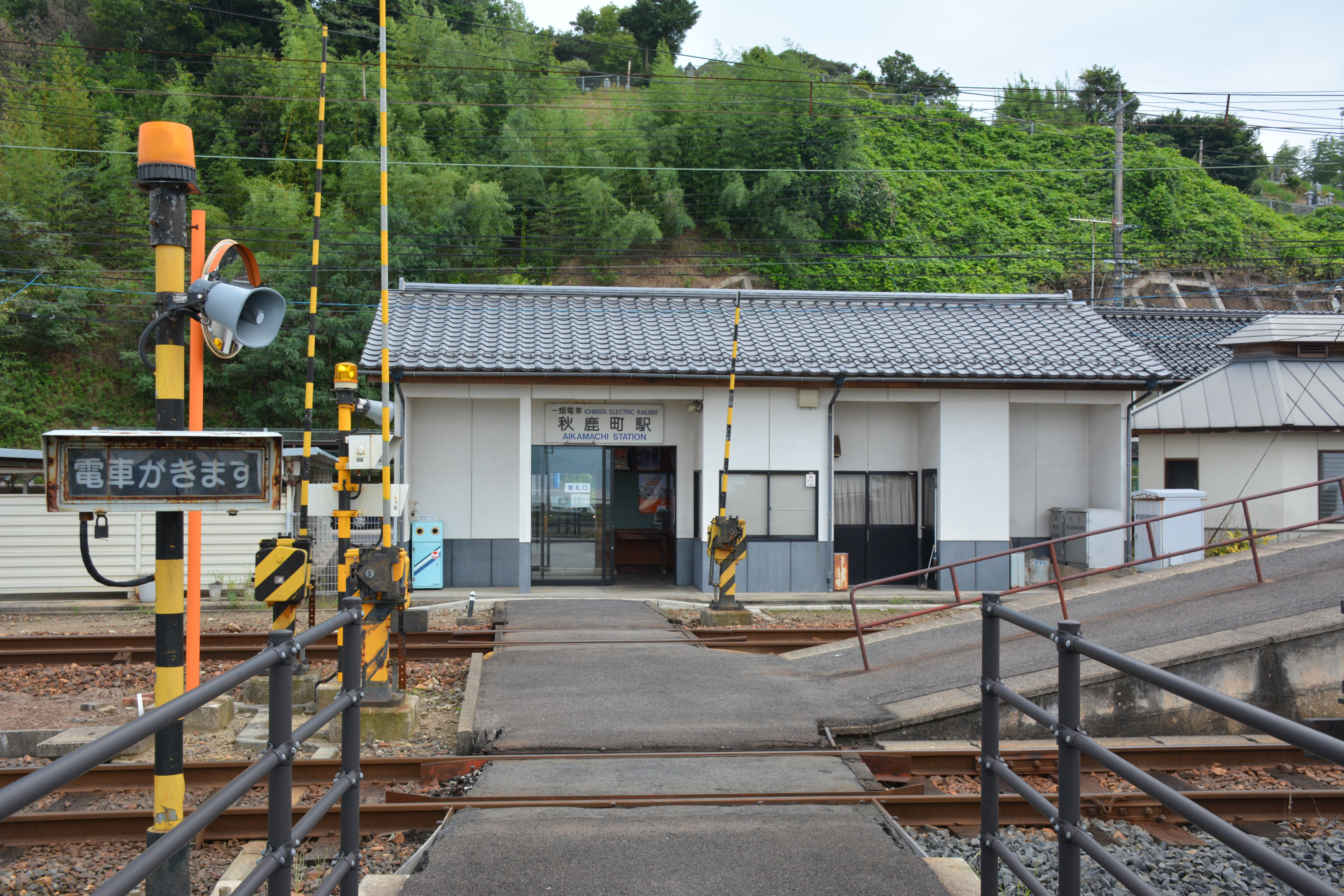
平交道(2014年9月

## 相鄰車站
一畑電車
北松江線
■特急「Super Liner」
通過
■急行「出雲大社號」（只限週末、假日運行）
松江花鳥園－秋鹿町－松江英式花園前
■急行（只限平日早晚上行運行）
津之森 ← 秋鹿町 ← 朝日丘
■普通
松江花鳥園－秋鹿町－長江